# Rhizaxinella
Rhizaxinella is een geslacht van sponsdieren uit de klasse van de Demospongiae (gewone sponzen).

## Soorten
- Rhizaxinella arborescens Thiele, 1898
- Rhizaxinella australiensis Hentschel, 1909
- Rhizaxinella biseta Topsent, 1904
- Rhizaxinella burtoni Koltun, 1966
- Rhizaxinella cervicornis Thiele, 1898
- Rhizaxinella clava (Schmidt, 1870)
- Rhizaxinella clavata Thiele, 1898
- Rhizaxinella dichotoma Lévi, 1993
- Rhizaxinella durissima (Ridley & Dendy, 1886)
- Rhizaxinella elevata Thiele, 1898
- Rhizaxinella elongata (Ridley & Dendy, 1886)
- Rhizaxinella gadus (de Laubenfels, 1926)
- Rhizaxinella gracilis (Lendenfeld, 1898)
- Rhizaxinella incrassata Thiele, 1898
- Rhizaxinella nuda Wilson, 1925
- Rhizaxinella pyrifera (Delle Chiaje, 1828)
- Rhizaxinella radiata Hentschel, 1909
- Rhizaxinella ramulosa (Ridley & Dendy, 1886)
- Rhizaxinella schaudinni Hentschel, 1929
- Rhizaxinella shikmonae Ilan, Gugel, Galil & Janussen, 2003
- Rhizaxinella spiralis (Ridley & Dendy, 1886)
- Rhizaxinella uniseta Topsent, 1904